# Église des Chaînes de Sainte-Marie-aux-Mines
L’église des Chaînes de Sainte-Marie-aux-Mines est une église luthérienne située 81 rue Saint-Louis à Sainte-Marie-aux-Mines. Elle a remplacé en 1846 une église plus ancienne dite l'église Sur-le-Pré, devenue trop petite et qui était également trop excentrée par rapport au centre-ville, qui desservait à l'origine la communauté luthérienne germanophone. Elle doit son nom d'église "des Chaînes" aux grosses chaînes qui fermaient la cour.

## Historique

### L’église Sur-le-Pré
Le lieu-dit « Auf der Matte » (Sur-le-Pré) étant l’un des rares endroits plats sur le territoire de Sainte-Marie-aux-Mines, le château du bailli y avait été construit de même qu’une église, construite en 1542 pour le culte catholique. Ce lieu-dit est situé dans la partie inférieure de la ville actuelle, à l'entrée de Fertrupt (approximativement sur l'emplacement de l'église Saint-Joseph-Travailleur).

Si le château avait été complètement détruit pendant la guerre de Trente Ans (1618-1648), l’église avait quant à elle survécu.

Devant l’afflux des mineurs saxons en majorité luthériens, Eberhard de Ribeaupierre (1585-1637) avait attribuée aux luthériens germanophones cette « Mattenkich » (Église-sur-le-Pré). Elle était caractérisée par un clocher massif et la façade était construite en pierres de taille.

Elle fut entièrement détruite au cours d'un violent incendie le 6 octobre 1754. Dans l'incendie presque tout disparut ; même les pierres tombales de plusieurs dignitaires de la ville furent anéanties sous l'effet de la chaleur. La reconstruction de l’église fut rapidement entreprise et terminée en 1757 (pendant trois ans la chapelle de Fertrupt remplace l'église détruite).
Le nouvel édifice sera inauguré le 30 novembre 1757 et consacré le 31 décembre 1757.

### L'église actuelle
L'église actuelle a remplacé l'église Sur-le-Pré devenue trop exiguë. Rapidement construite par l’entreprise Geyelin de Mulhouse sur les plans de l’architecte Eugène Petiti, la nouvelle église sera inaugurée le 15 mars 1846. Désaffectée en 1846, l’Église-sur-le-pré fut partiellement détruite en 1864 lors de la construction de la voie ferrée et totalement rasée en 1881.
L'église actuelle, de style traditionnel alsacien en grès rose, se trouve en retrait de la rue, dans l'enclos autrefois fermé par ces chaînes qui donnèrent leur nom à tout l'édifice. On accède à l’église par une porte en plein cintre qui donne dans un clocher-porche. Le plafond de la nef centrale, rectangulaire, est à caissons. Des tribunes supportées par des poteaux de bois ont été construites sur trois côtés ; celle au-dessus de la porte d’entrée étant réservée à l’orgue. Le mur au fond face à l’entrée est occupé par la chaire. La nef est éclairée par des fenêtres en plein cintre sur deux niveaux sur les murs latéraux, et par de trois baies jumelées en plein cintre en hauteur au-dessus de la chaire.
Divers mobiliers se trouvant à l'intérieur de l'église luthérienne actuelle ont été classés dans l'inventaire des monuments historiques (I.M.H 1985). Parmi ces mobiliers remarquables on trouve notamment la descende de croix, les tribunes, la chaire en chêne et son double escalier (1935), et l'orgue de Callinet de 1846. Les vitraux datés du début du XXe siècle ont également attiré l'attention des Monuments historiques en 1995. La cloche de l'Église-Sur-le-Pré, datée de 1810, est exposée à l'entrée de l'église des chaînes. L'église des chaînes a été rénovée en 2001-2002.

## Classement
Répertorié à l'inventaire général du patrimoine culturel de France, sous n° référence IA68007243.